# Janusz Piekałkiewicz
Janusz Piekałkiewicz (* 1925 in Warschau; † 9. März 1988 in Rösrath) war ein polnischer Historiker, Sachbuchautor sowie Regisseur und Produzent.

## Leben

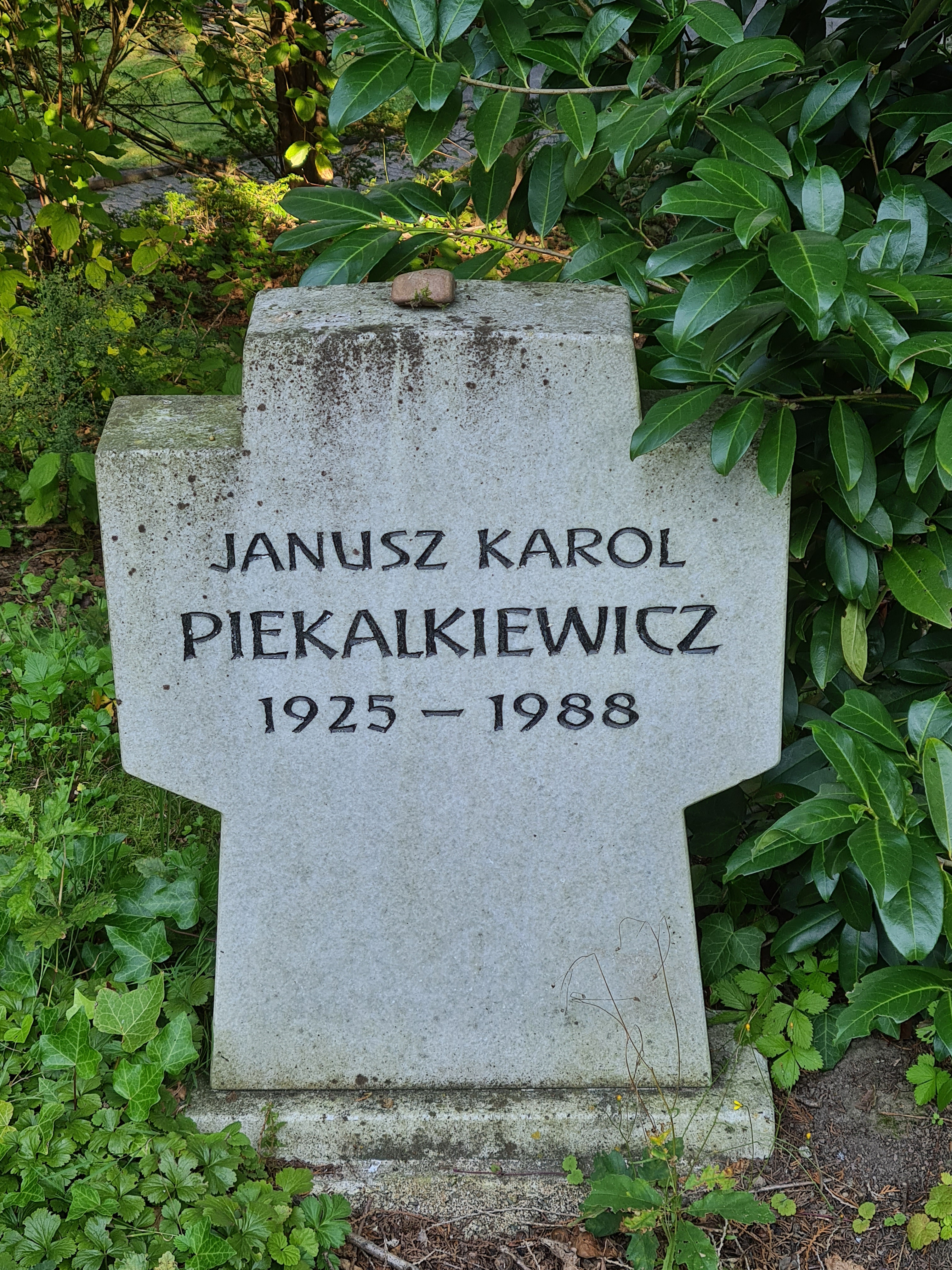
Grab von Janusz Karol Piekalkiewicz auf dem Zentralfriedhof in Rösrath

Während des Zweiten Weltkrieges wurde Piekałkiewicz als 17-Jähriger Mitglied der polnischen Heimatarmee. Zu den Anführern des polnischen Widerstandes gegen die deutschen Besatzer zählte auch sein Onkel Professor Jan Piekałkiewicz (* 1892), der 1943 von der Gestapo ermordet wurde. Janusz Piekałkiewicz nahm am Warschauer Aufstand von 1944 teil und verbrachte den Rest des Krieges im „Arbeitserziehungslager“ Großbeeren bei Berlin.
Nach der Befreiung kehrte er nach Polen zurück, machte 1946 sein Abitur, besuchte ab 1948 die Filmakademie in Łódź und studierte anschließend Zeitgeschichte. Außerdem war er als Bergführer in der Hohen Tatra tätig. 1956 beteiligte er sich am Ungarischen Volksaufstand und emigrierte anschließend nach Österreich, wo er zunächst als Straßenarbeiter, später als Rundfunkreporter arbeitete (ab 1957 Leiter der Polenredaktion des Senders Radio Free Europe), bevor er sich der Schriftstellerei und der Tätigkeit beim Fernsehen zuwandte. Unter anderem war er in Paris, London und der Bundesrepublik Deutschland tätig.

## Wirken
Piekałkiewicz galt als ausgewiesener Fachmann für Kriegsgeschichte. Die Schwerpunkte seiner Tätigkeit lagen beim Zweiten Weltkrieg sowie der Welt der Geheimdienste. Daneben hat er auch Bücher über die Schatzsuche verfasst.
Ein besonderes Merkmal vieler seiner Bücher ist, dass in den jeweiligen Kapiteln zunächst verschiedene zeitgenössische Quellen (beider Seiten und auch aus neutralen Staaten) unkommentiert zitiert werden, bevor Piekałkiewicz die Ereignisse im zweiten Teil des Kapitels nochmals mit eigenen Worten schildert. Er stellt laut Sebastian Haffner „die tatsächlichen Ereignisse … von Tag zu Tag mit größter Genauigkeit dar, wie sie sich nachweisbar abgespielt haben. Dabei befleißigt er sich größtmöglicher Objektivität und Unparteilichkeit“.
Władysław Bartoszewski nennt alle Bücher von Janusz Piekałkiewicz zur Zeitgeschichte „vorbildlich in ihrer Objektivität“ und betont, dieser habe sich „als Autor zeitgeschichtlicher Bücher mit großem Erfolg um Fairness und Gerechtigkeit bemüht“.
Es gibt aber auch Beispiele für Kritik, dass Piekałkiewicz seinen deutschen Lesern zu sehr entgegengekommen wäre. Der niederländische Historiker Bas von Benda-Beckmann sieht in Piekałkiewicz’ Buch Luftkrieg 1939–1945 die unverblümte Beschuldigung, die britische Regierung sei verantwortlich für die Bombenopfer der Luftwaffe in England.
Der Historiker Thomas Kubetzky nennt Piekałkiewicz’ Werk Rommel und die Geheimdienste in Nordafrika 1941–1943 als Beispiel für die überwiegenden Studien zwischen 1950 und Mitte der 1970er Jahre, „deren Autoren Rommel verehrten und die Leistungen seiner Truppen priesen“ oder rein militärische Aspekte des Krieges in Afrika bzw. der Person Rommel behandelten.
Piekałkiewicz’ Bücher wurden zunächst alle in deutscher Sprache veröffentlicht; erst als kurz nach seinem Tod die Herrschaft der kommunistischen Partei in Polen zusammenbrach, erschienen viele seiner Werke in seiner Heimat auch auf Polnisch. Viele seiner Bücher erschienen auch in englischer Sprache.
1971 erschien von ihm unter dem Pseudonym Oliver Vidor das Kinderbuch Tom geht in die Luft.

## Dokumentarfilme und -serien
Auf der Berlinale 1964 stellte Janusz Piekałkiewicz im Wettbewerb seinen Dokumentarfilm Polnische Passion vor, der für den Goldenen Bären nominiert war.
Piekałkiewicz’ 26-teilige Fernsehserie Spione, Agenten, Soldaten – Geheime Kommandos im Zweiten Weltkrieg wurde 1969 auf dem IX. Internationalen Fernsehfestival von Monte Carlo mit dem ersten Preis, der Goldenen Nymphe, ausgezeichnet. In ihrer Beurteilung hob die Jury neben der hohen künstlerischen Qualität vor allem die ungewöhnliche Fairness und Sachlichkeit hervor. Unter dem gleichen Titel erschien auch ein Buch (siehe unten).
Zu seinen weiteren Fernsehdokumentationen zählen unter anderem Israels langer Arm – Geschichte, Erfolge und Niederlagen des israelischen Geheimdienstes und Spione Ihrer Majestät – Glanz und Niedergang des britischen Geheimdienstes.

## Bücher von Janusz Piekałkiewicz (Auswahl)

### Bücher zur Kriegsgeschichte
- Die Ju 52 im Zweiten Weltkrieg. Zahlreiche Illustrationen, graphische Darstellungen, (= Bildreport Weltkrieg II. 1). Motobuch-Verlag, Stuttgart 1976, ISBN 3-87943-422-0. (weitere Auflagen.)
- Die 8.8 Flak im Erdkampf-Einsatz. Zahlreiche Illustrationen, graphische Darstellungen, (= Bildreport Weltkrieg II. 2). Motobuch-Verlag, Stuttgart 1976, ISBN 3-87943-423-9. Weitere Auflagen.
- Pferd und Reiter im II. Weltkrieg. Überwiegend Illustrationen, Südwest-Verlag, München 1976, ISBN 3-517-00548-7. weitere Auflagen. 0
- Der VW Kübelwagen Typ 82 im Zweiten Weltkrieg (= Bildreport Weltkrieg II. 3). Zahlreiche Illstratationrn, Motorbuch-Verlag, Stuttgart 1977, ISBN 3-87943-468-9. Weitere Auflagen.
- Die BMW Kräder R12/R75 im Zweiten Weltkrieg (= Bildreport Weltkrieg II. 4). Zahlreiche Illustrationen Motobuch-Verlag, Stuttgart 1977, ISBN 3-87943-446-8.
- Fieseler Fi 156, „Storch“ im Zweiten Weltkrieg. Zahlreiche Illustrationen, (= Bildreport Weltkrieg II. 5). Motorbuch-Verlag, Stuttgart 1977, ISBN 3-87943-445-X.8ö
- Stalingrad. Anatomie einer Schlacht. Kartographie Hannes Limmer, Südwest-Verlag, München 1977, ISBN 3-517-00634-3.
- Luftkrieg. 1939–1945. Karten und Zeichnungen Hannes Limmer, Südwest-Verlag, München 1978, ISBN 3-517-00605-X.
- Schweiz 39–45. Krieg in einem neutralen Land. Motorbuch-Verlag, Stuttgart 1978, ISBN 3-87943-510-3 (Spätere Ausgaben als: Die Schweiz am Rande des Krieges.).
- Die Deutsche Reichsbahn im Zweiten Weltkrieg. Überwiegend Illustrationen, Motorbuch-Verlag, Stuttgart 1979, ISBN 3-87943-412-3.
- Invasion. Frankreich 1944. Zahlreiche Illustrationen, Südwest-Verlag, München 1979, ISBN 3-517-00670-X.
- Die Schlacht von Monte Cassino. Zwanzig Völker ringen um einen Berg. Lübbe, Bergisch Gladbach 1980, ISBN 3-7857-0264-7 (Kartonierte Ausgabe als: Die Schlacht um Monte Cassino.).
- Seekrieg. 1939–1945. Zahlreiche Illustrationen, graphische Darstellungen, Südwest-Verlag, München 1980, ISBN 3-517-00703-X.
- Krieg der Panzer. 1939–1945. Karten u. Zeichnungen R. Natkiel u. H. Limmer, Südwest-Verlag, München 1981, ISBN 3-517-00753-6.
- Die Schlacht um Moskau. Die erfrorene Offensive. Lübbe, Bergisch Gladbach 1981, ISBN 3-7857-0290-6.
- Polenfeldzug. Hitler und Stalin zerschlagen die Polnische Republik. Lübbe, Bergisch Gladbach 1982, ISBN 3-7857-0326-0.
- Unternehmen Zitadelle. Kursk und Orel: Die grösste Panzerschlacht des 2. Weltkrieges. Lübbe, Bergisch Gladbach 1983, ISBN 3-7857-0358-9.
- Krieg auf dem Balkan. 1940–1945. Südwest-Verlag, München 1984, ISBN 3-517-00790-0.
- Rommel und die Geheimdienste in Nordafrika 1941–1943. Herbig, München u. a. 1984, ISBN 3-7766-1308-4.
- Der Wüstenkrieg in Afrika. 1940–1943. Zahlreiche Illustrationen, Südwest-Verlag, München 1985, ISBN 3-517-00873-7.
- Der Zweite Weltkrieg. Überwiegend Bilder,  Mit einem Vorwort von Sebastian Haffner. Econ-Verlag, Düsseldorf u. a. 1985, ISBN 3-430-17479-1. Weiter Auflagen z. T. als mehrbändiges Werk bei Pawlak, Weltbild, Komet.
- Ziel Paris. Der Westfeldzug 1940. Herbig, München u. a. 1986, ISBN 3-7766-1401-3.
- Der Erste Weltkrieg. Econ-Verlag, Düsseldorf u. a. 1988, ISBN 3-430-17481-3.
- Kampf um Warschau. Stalins Verrat an der polnischen Heimatarmee 1944. Mit einem Vorwort von Władysław Bartoszewski. Textredaktion Helga Steinhäuser, Herbig, München 1994, ISBN 3-7766-1699-7.
- Arnheim 1944. Die größte Luftlandeoperation. Stalling, Oldenburg 1976, ISBN 3-7979-1349-4. Weitere Ausgaben.
- Die alte Tante und der Storch. Bildreport Ju 52 und Fi 156. Motobuch-Verlag, Stuttgart 2006, ISBN 3-613-02695-3.

### Bücher zur Geschichte der Geheimdienste
- Spione, Agenten, Soldaten. Geheime Kommandos im Zweiten Weltkrieg. Südwest-Verlag, München 1969.
- Weltgeschichte der Spionage. Agenten – Systeme – Aktionen. Südwest-Verlag, München 1988, ISBN 3-517-00849-4.
- Israels langer Arm. Geschichte der israelischen Geheimdienste und Kommandounternehmen. Goverts Verlag im S. Fischer Verlag, Frankfurt (Main) 1975, ISBN 3-774-00457-9.

### Bücher zu sonstigen Themen
- Da liegt Gold. Millionenschätze, die noch zu finden sind. Südwest-Verlag, München 1971, ISBN 3-517-00323-9 (Später als: Da liegt Gold. Verborgene Schätze in aller Welt.).
- Freibeuter. Das bunte wilde Leben der Buccaneers in der Karibischen See. Südwest-Verlag, München 1973, ISBN 3-517-00424-3.
- Schatzsucher haben noch Chancen. Lübbe, Bergisch Gladbach 1975, ISBN 3-7857-0155-1.
- mit Richard Breyer und Peter E. Nasarski: Nachbarn seit tausend Jahren. Deutsche und Polen in Bildern und Dokumenten. von Hase und Koehler, Mainz 1976, ISBN 3-7758-0893-0.